# Busca dicotômica
Na ciência da computação, uma busca dicotômica é uma busca algorítmica que opera selecionando entre duas alternativas distintas (dicotômicas) a cada passo. É um tipo específico de divisão e conquista de algoritmo que torna viável a otimização de sistemas. Um bom exemplo é a busca binária.
Abstratamente, uma busca dicotômica pode ser vista como extremidades seguintes de uma estrutura de árvore binária até alcançar a folha (um objetivo ou estado final). Isso cria um problema teórico entre o número de estado possíveis e o tempo: dando k comparações, o algoritmo pode alcançar apenas O(2k) possibilidades e/ou objetivos possíveis.
Algoritmo em Matlab para o Método do gradiente com busca dicotômica
```
function [x1,x2] = mgradiente(f,g,x0,tol)
%f é o escalar da função objetivo
%g é o gradiente da função objetivo
%tol é a tolerância
x1=x0(1);%chute inicial de x1
x2=x0(2);%chute inicial de x2
i=1;

```